# Campeonato Brasileiro de Voleibol Feminino de 1981
O Campeonato Brasileiro de Voleibol de Clubes de 1981 foi a quarta edição da competição na variante feminina com esta nomenclatura. O torneio foi realizado entre meados de 1981 e 18 de janeiro de 1982.

## Participantes
Minas, Belo Horizonte/MG

 Fluminense, Rio de Janeiro/RJ

## Final
| 18 de janeiro de 1982 Relatório | Fluminense | 3 — 1                   | Minas Tênis Clube | Ginásio do Maracanãzinho, Rio de Janeiro Público: 13 150 |
| 18 de janeiro de 1982 Relatório | 15 14 15   | Set 1 Set 2 Set 3 Set 4 | 11 5 16 10        | Ginásio do Maracanãzinho, Rio de Janeiro Público: 13 150 |